# David Wilcock
 (avril 2021).
La mise en forme du texte ne suit pas les recommandations de Wikipédia : il faut le « wikifier ».
Les points d'amélioration suivants sont les cas les plus fréquents :
- Les titres sont pré-formatés par le logiciel. Ils ne sont ni en capitales, ni en gras.
- Le texte ne doit pas être écrit en capitales (les noms de famille non plus), ni en gras, ni en italique, ni en « petit »…
- Le gras n'est utilisé que pour surligner le titre de l'article dans l'introduction, une seule fois.
- L'italique est rarement utilisé : mots en langue étrangère, titres d'œuvres, noms de bateaux, etc.
- Les citations ne sont pas en italique mais en corps de texte normal. Elles sont entourées par des guillemets français : « et ».
- Les listes à puces sont à éviter, des paragraphes rédigés étant largement préférés. Les tableaux sont à réserver à la présentation de données structurées (résultats, etc.).
- Les appels de note de bas de page (petits chiffres en exposant, introduits par l'outil «  Source ») sont à placer entre la fin de phrase et le point final[comme ça].
- Les liens internes (vers d'autres articles de Wikipédia) sont à choisir avec parcimonie. Créez des liens vers des articles approfondissant le sujet. Les termes génériques sans rapport avec le sujet sont à éviter, ainsi que les répétitions de liens vers un même terme.
- Les liens externes sont à placer uniquement dans une section « Liens externes », à la fin de l'article. Ces liens sont à choisir avec parcimonie suivant les règles définies. Si un lien sert de source à l'article, son insertion dans le texte est à faire par les notes de bas de page.
- La présentation des références doit suivre les conventions bibliographiques. Il est recommandé d'utiliser les modèles {{Ouvrage}}, {{Chapitre}}, {{Article}}, {{Lien web}} et/ou {{Bibliographie}}. Le mode d'édition visuel peut mettre en forme automatiquement les références.
- Insérer une infobox (cadre d'informations à droite) n'est pas obligatoire pour parachever la mise en page.

Pour une aide détaillée, merci de consulter Aide:Wikification.
Si vous pensez que ces points ont été résolus, vous pouvez retirer ce bandeau et améliorer la mise en forme d'un autre article.
Pour les articles homonymes, voir Wilcock.
David Wilcock (Rotterdam, 8 mars 1973) est un conférencier professionnel, écrivain et cinéaste vivant à Los Angeles, Californie.

## Biographie
Wilcock a pour thèmes de prédilection l'ufologie et la spiritualité.
Avec Wynn Free, Wilcock est le co-auteur de l'essai The Reincarnation of Edgar Cayce? en 2004. Wilcock est apparu sur de nombreuses émissions de radio, y compris ses apparitions semi-régulières sur Coast to Coast AM, et est présenté dans le documentaire Syfy 2012. Il est un partisan de la théorie qu'une grande partie de l'humanité connaîtra une ascension en 2012. Il apparaît également dans plusieurs épisodes de Ancient Aliens.
Wilcock est diplômé de l'Université d'État de New York à New Paltz avec un BA en psychologie et une maîtrise en expérience de son stage dans une hotline anti-suicide, complétant sa formation éducative à l'âge de 22 ans.
Il est un collaborateur de la revue Nexus.

## Publications
- avec Wynn Free: The reincarnation of Edgar Cayce. Frog, Berkeley 2004,  (ISBN 978-1-583-94083-9).

Allemand: Der schlafende Prophet erwacht. Die Wiedergeburt des Edgar Cayce. Silberschnur, Güllesheim. 1. Teil 2006,  (ISBN 978-3-89845-148-2).
- Source field investigations. The hidden science and lost civilizations behind the 2012 prophecies. Penguin, 2012,  (ISBN 978-0-452-29797-5).

Allemand: Die Urfeld-Forschungen. Wissenschaftliche Fakten belegen alte Weisheitslehren. Kopp Verlag, Rottenburg 2012,  (ISBN 978-3-86445-036-5).
- Financial Tyranny: Financial Tyranny: Defeating the Greatest Cover-Up of All Time, 2012.
- The synchronicity key. The hidden intelligence guiding the universe and you. Dutton, New York 2013,  (ISBN 978-0-525-95367-8).

Allemand: Der Synchronizitäts-Schlüssel. Die geheime Architektur der Zeit, die unser aller Schicksal lenkt. Kopp, Rottenburg 2014,  (ISBN 978-3-86445-120-1).
- The ascension mysteries. Revealing the Cosmic Battle Between Good and Evil. Souvenir, La Verge 2017,  (ISBN 978-0-285-64363-5).

Allemand: Mysterien des Aufstiegs und der kosmische Kampf zwischen Gut und Böse. Kopp, Rottenburg 2017,  (ISBN 978-3-86445-495-0).
- Awakening in the Dream. Contact with the Divine. Dutton, New York 2019,  (ISBN 978-1-5247-4202-7).